# Kabinettsjustiz
Kabinettsjustiz als Teil des Kabinettsystems oder Machtspruch bezeichnet die im Absolutismus üblichen prärogativen Eingriffe des Landesherrn in Entscheidungen von Gerichten und den Ablauf von Prozessen „von seinem Zimmer (frz. cabinet) aus“.
Die Kabinettsjustiz war Ausdruck der schrankenlosen Staatsgewalt in der absoluten Monarchie und entstand aus der seit dem Mittelalter beim Landesherrn liegenden Gnadenbefugnis in Strafsachen sowie dem Recht, ein schwebendes Zivilverfahren an das Hofgericht zu ziehen (Evokationsrecht).
Die Kabinettsjustiz wurde mit der Französischen Revolution überwunden, in Preußen initiiert durch die Stein-Hardenberg’schen Reformen. 
Gem. Art. 101 GG besteht heute ein Anspruch auf den gesetzlichen Richter. Nach dem Prinzip der Gewaltenteilung ist die Rechtsprechung allein den Richtern anvertraut (Art. 92 GG), die dabei unabhängig und nur dem Gesetz unterworfen sind (Art. 97 Abs. 1 GG). Art. 6 der Europäischen Menschenrechtskonvention gewährleistet außerdem das Recht auf ein faires Verfahren in den Mitgliedstaaten des Europarates. Davon umfasst ist auch die Öffentlichkeit des Verfahrens, erstmals niedergelegt in § 178 der deutschen Paulskirchenverfassung und eine der Hauptforderungen des Verfassungsliberalismus, vertreten etwa durch Carl Theodor Welcker.